# 8865 Yakiimo
A 8865 Yakiimo (ideiglenes jelöléssel 1992 AF) a Naprendszer kisbolygóövében található aszteroida. Natori Akira és Urata Takesi fedezte fel 1992. január 1-jén.